# Herb Milicza
Herb Milicza – jeden z symboli miasta Milicz i gminy Milicz w postaci herbu.

## Wygląd i symbolika
Herb przedstawia na białej (srebrnej) tarczy świętego Jerzego w pełnej zbroi płytowej i z brązową kopią w prawej ręce, jadącego na rycerskim czerwonym rumaku w (heraldycznie) lewą stronę. Uprzęż i siodło konia błękitne. Święty godzi kopią w zielonego smoka. Smok z otwartą paszczą, leży na plecach, skulony w odruchu obronnym.

## Historia
Wizerunek herbowy widnieje na pieczęciach miejskich od XV wieku.